# Canopus
|  | Per a la ciutat d'Egipte i el personatge mitològic grec, vegeu «Canobus». |

Canopus (Alfa de la Quilla / α Carinae) és l'estel més brillant de la constel·lació de la Quilla (Carina), a l'hemisferi sud. És una supergegant blanc-groguenca a 309 anys llum del Sol, i es tracta del segon estel més brillant del cel nocturn, amb una magnitud aparent de −0,74. Està situat a una declinació de −52° 42′ (2000) i una ascensió recta de 06h 24m, és visible des de la costa africana del Mar Mediterrani.
Amb una brillantor 20.000 vegades superior a la del Sol, és l'estrella més lluent en un radi d'uns 700 anys llum al voltant nostre. La dificultat de mesurar la distància on hi ha Canopus prové de la seva naturalesa poc usual. Canopus és un estel de tipus espectral F0 IA, un tipus de supergegants poc abundants i dels quals no se sap gaire cosa; poden ser estels que s'estan convertint en gegants vermells o bé que ja han passat per aquesta etapa. Això fa difícil determinar-ne la magnitud absoluta i, per tant, la distància. La determinació de la paral·laxi, gràcies a les observacions del satèl·lit Hipparcos), ha permès de calcular la distància sense necessitat de saber-ne la magnitud absoluta, que, en canvi, ara es pot obtenir coneixent-ne l'aparent.

## Nomenclatura
El nom Canopus és una llatinització del nom grec antic Κάνωβος/Kanôbos, registrat a l'Almagest de Claudi Ptolemeu (c.150 dC). Eratòstenes feia servir la mateixa grafia. Hiparc el va escriure com a Κάνωπος. John Flamsteed va escriure com a Canobus, igual que Edmond Halley en el seu Catalogus Stellarum Australium de 1679. El nom té dues possibles derivacions, ambdues enumerades al seminal de Richard Hinckley Allen Star Names: Their Lore and Meaning:
- Nau Argo va ser el vaixell utilitzat per Jàson i els argonautes en la llegenda de la guerra de Troia. L'estrella més brillant de la constel·lació va rebre el nom del pilot d'un vaixell d'una altra llegenda grega: Canobus, pilot del vaixell de Menelau en la seva recerca per recuperar Helena de Troia després de ser presa per Paris.
- Un antic port egipci en ruïnes anomenat Canopus es troba prop de la desembocadura del Nil, lloc de la batalla del Nil. S'especula que el seu nom deriva del copte Kahi Nub («Terra daurada»), que fa referència a com Canopus hauria aparegut prop de l'horitzó a l'antic Egipte, envermellit per l'extinció atmosfèrica d'aquesta posició.[13]

El 2016, la Unió Astronòmica Internacional va organitzar un grup de treball sobre noms d'estrelles (WGSN) per catalogar i estandarditzar els noms propis de les estrelles. El primer butlletí del WGSN de juliol de 2016 incloïa una taula dels dos primers lots de noms aprovats pel WGSN, que incloïa Canopus per a aquesta estrella. Canopus ara s'inclou en el Catàleg de noms d'estrelles de la IAU.
Canopus marcava tradicionalment el timó del vaixell Nau Argo. El cartògraf celeste alemany Johann Bayer li va donar, com l'estrella més brillant de la constel·lació, la designació d'α Argus (llatinitzat a Alfa Argus) el 1603. El 1763, l'astrònom francès Nicolas Louis de Lacaille va dividir la gran constel·lació en tres més petites i, per tant, Canopus es va convertir en α Carinae (llatinitzat a Alfa Carinae). Apareix al catàleg Bright Star com a HR 2326, al catàleg Henry Draper com a HD 45348 i al catàleg Hipparcos com a HIP 30438. Flamsteed no va numerar aquesta estrella del sud, però Benjamin Apthorp Gould li va donar el número 7 (7 G. Carinae) a la seva Uranometria Argentina.
Un altre nom trobat ocasionalment és Soheil, o el femení Soheila; del turc Süheyl, o el femení Süheyla, del nom àrab de diverses estrelles brillants, سهيل suhayl, Canopus era conegut com a Suhel /ˈsuːhɛl/ a l'època medieval. Les grafies alternatives inclouen Suhail, Souhail, Suhilon, Suheyl, Sohayl, Suhayil, Shoel, Sohil, Soheil, Sahil, Suhayeel, Sohayil, Sihel i Sihil. Un nom alternatiu era Wazn «pes» o Haḍar «terra», possiblement relacionat amb la seva posició baixa prop de l'horitzó. D'aquí ve el seu nom a les taules alfonsines, Suhel ponderosus, una llatinització d'Al Suhayl al Wazn. El seu nom grec va reviure durant el Renaixement.

## Distància
Abans del llançament del telescopi satèl·lit Hipparcos, les estimacions de distància de Canopus variaven àmpliament, des de 96 anys llum fins a 1.200 anys llum. La distància més propera es va derivar de mesures de paral·laxi d'uns 33 mil·lisegons d'arc. La distància més llarga deriva de l'assumpció d'una magnitud absoluta molt brillant per a Canopus.
Hipparcos va situar Canopus a 310 anys llum (95 parsecs) del Sistema Solar; això es basa en la seva mesura de paral·laxi de 2007 de 10,43±0,53 mil·lisegons d'arc. Amb 95 parsecs, l'extinció interestel·lar de Canopus és baixa amb 0,26 magnituds. És massa brillant per ser inclosa en les sessions d'observació normals del satèl·lit Gaia i no hi ha cap paral·laxi de Gaia publicat per a això.
Actualment, l'estrella s'allunya més del Sol amb una velocitat radial de 20 km/s. Fa uns 3,1 milions d'anys va fer l'aproximació més propera al Sol a una distància d'uns 172 anys llum (53 pc). Canopus està orbitant la Via Làctia amb una velocitat heliocèntrica de 24,5 km/s i una excentricitat baixa de 0,065.

## Característiques físiques

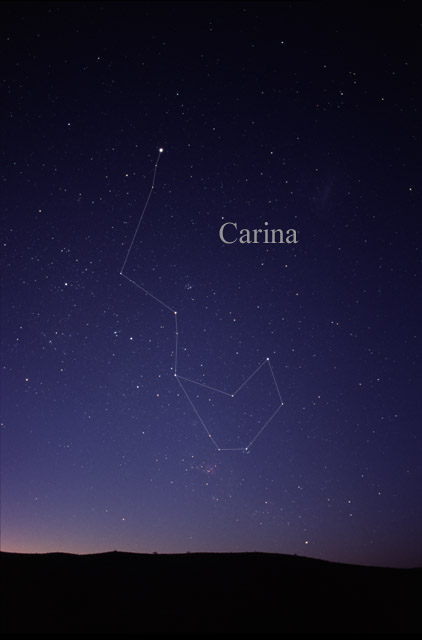
Canopus és l'estrella més brillant de la constel·lació de Carina

Les línies d'absorció de l'espectre de Canopus es desplacen lleugerament amb un període de 6,9 d. Això es va detectar per primera vegada el 1906 i les variacions Doppler es van interpretar com un moviment orbital. Fins i tot es va calcular una òrbita, però no existeix aquest acompanyant i els petits canvis de velocitat radial es deuen als moviments de l'atmosfera de l'estrella. Les velocitats radials màximes observades són només de 0,7 a 1,6 km/s. Canopus també té un camp magnètic que varia amb el mateix període, detectat per l'efecte Zeeman a les seves línies espectrals. Canopus és brillant a les longituds d'ona de microones, és una de les poques estrelles de classe F que es poden detectar per ràdio. El període de rotació de l'estrella no es coneix amb precisió, però pot ser de més de tres-cents dies. La velocitat de rotació projectada s'ha mesurat a 9 km/s.
Una primera mesura interferomètrica del seu diàmetre angular l'any 1968 va donar un valor d'enfosquiment vers el limbe de 6,86 mil·lisegons d'arc, proper al valor acceptat modern. S'ha utilitzat interferometria de base molt llarga per calcular el diàmetre angular de Canopus a 6,9 mil·lisegons d'arc. Combinat amb la distància calculada a partir de la seva paral·laxi d'Hipparcos, això li dona un radi de 71 vegades el del Sol. Si estigués al centre del Sistema Solar, s'estendria fins al 90% dins l'òrbita de Mercuri. El radi i la temperatura en relació amb el Sol significa que és 10.700 vegades més lluminós que el Sol, i la seva posició al diagrama H-R en relació amb les pistes evolutives teòriques significa que és 8,0 ± 0,3 vegades més massiu que el Sol. Les mesures de la seva forma troben una desviació d'1,1° de la simetria esfèrica.
Canopus és una font de raigs X, que probablement són produïts per la seva corona, escalfada magnèticament a molts milions de Kelvin. És probable que la temperatura hagi estat estimulada per una rotació ràpida combinada amb una forta convecció que es filtra a través de les capes exteriors de l'estrella. L'emissió de raigs X sub-coronal suau és molt més feble que l'emissió coronal de raigs X dur. El mateix comportament s'ha mesurat en altres supergegants de classe F com α Persei i ara es creu que és una propietat normal d'aquestes estrelles.

### Evolució
L'espectre de Canopus indica que ha esgotat el seu nucli d'hidrogen i ha evolucionat lluny de la seqüència principal, on va passar uns 30 milions d'anys de la seva existència com a estrella blau-blanca d'unes 10 masses solars. La posició de Canopus al diagrama H–R indica que actualment es troba en la fase de combustió del nucli-heli. És una estrella de massa intermèdia que ha abandonat la branca de les gegants vermelles abans que el seu nucli es degenerés i ara es troba en un bucle blau. Els models d'evolució estel·lar en la fase del bucle blau mostren que la longitud del bucle blau es veu fortament afectada pels efectes de rotació i barreja dins de l'estrella. És difícil determinar si una estrella està evolucionant en l'actualitat cap a una temperatura més calenta o tornant a temperatures més fresques, ja que les pistes evolutives d'estrelles amb diferents masses se superposen durant els bucles blaus.
Canopus es troba al costat càlid de la banda d'inestabilitat i no pulsa com les variables cefeides d'una lluminositat similar. Tanmateix, la seva atmosfera sembla ser inestable, mostrant forts signes de convecció.
Pot ser que Canopus no és prou massiu perquè la seva cadena de fusió arribi al ferro i desencadenar un col·lapse del nucli i una supernova posterior, en canvi, esdevenint una nana blanca d'oxigen de neó.